# Route nationale 379
La route nationale 379 ou RN 379 était une route nationale française reliant Charleville-Mézières à la frontière franco-belge en direction de Gedinne. À la suite de la réforme de 1972, elle a été déclassée en RD 979.

## Ancien tracé de Charleville-Mézières à la Belgique (D 979)
- Charleville-Mézières (km 0)
- Saint-Laurent (km 6)
- La Grandville (km 9)
- Gespunsart (km 16)
- Belgique (Pussemange) (km 19) N935